# Moritz Mohl

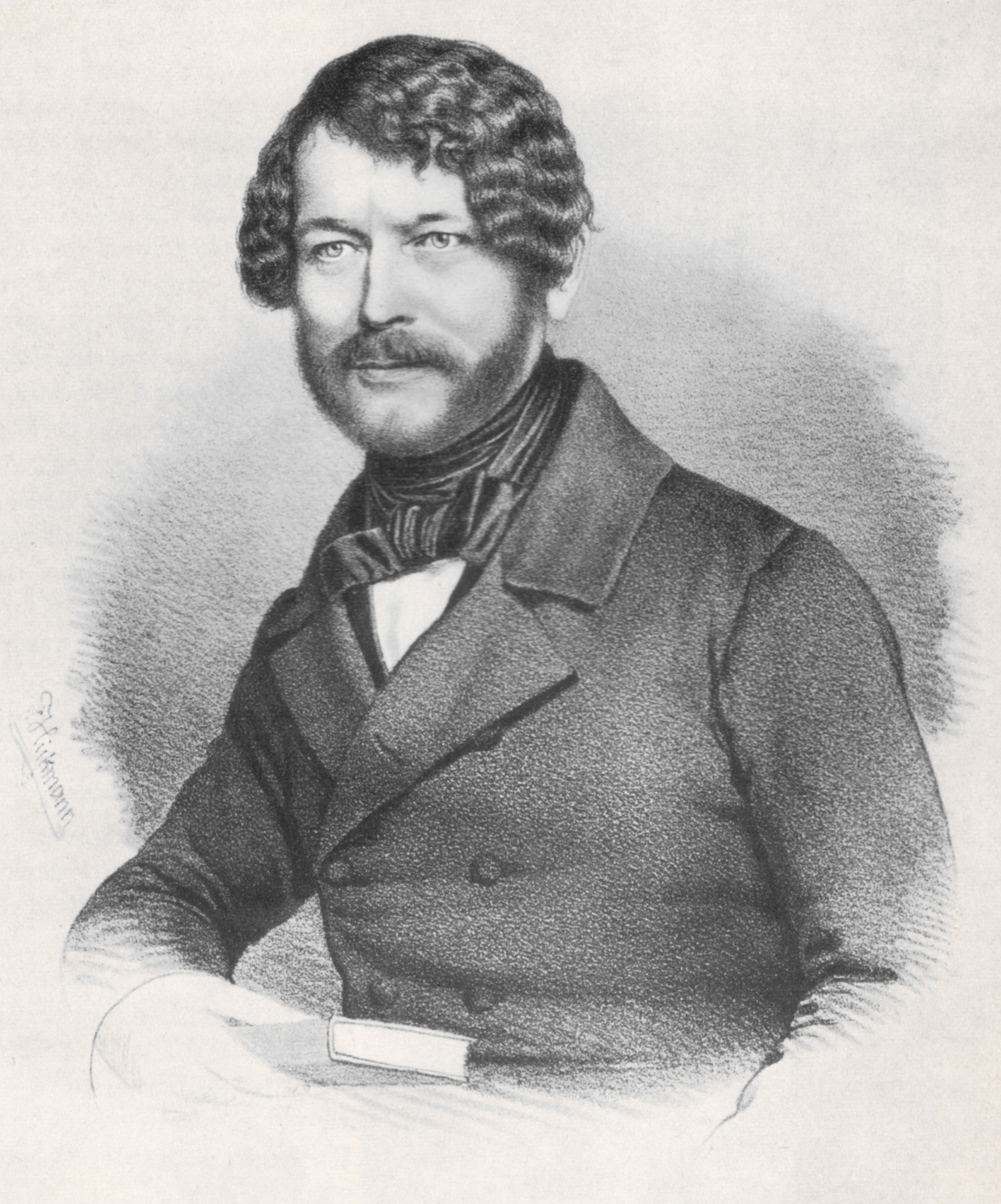
Moritz Mohl

Moritz Mohl (* 9. Februar 1802 in Stuttgart; † 18. Februar 1888 in Stuttgart) war ein deutscher Nationalökonom und Wirtschaftspolitiker.

## Leben
Mohl war ein Angehöriger der Beamtenfamilie Mohl. Seine Eltern waren der württembergische Jurist und Politiker Benjamin Ferdinand von Mohl und dessen Ehefrau Louisa Friederica Autenrieth (1776–1843), eine Schwester von Johann Heinrich Ferdinand Autenrieth, Kanzler der Universität Tübingen. Mohls Brüder waren Robert von Mohl, Julius Mohl und Hugo von Mohl.
Mohl studierte Staatswirtschaft in Tübingen, besuchte darauf die landwirtschaftliche Anstalt in Hohenheim, wurde 1826 Referendar im Finanzministerium, dann Assessor bei der Oberzollverwaltung in Stuttgart und 1831 Assessor der Finanzkammer in Reutlingen. Nachdem er sich darauf fünf Jahre lang in Frankreich der Erforschung der staatswirtschaftlichen Zustände und des Schulwesens dieses Landes gewidmet hatte, wurde er 1841 zum Obersteuerrat in Stuttgart ernannt. Er nahm 1848 an den Sitzungen des Vorparlaments teil, wurde von dem Wahlbezirk Heidenheim-Aalen in die Frankfurter Nationalversammlung gewählt, wo er zu der gemäßigten Linken gehörte, und gab seine Anstellung auf.
Auch am Rumpfparlament nahm er teil. Entsprechend damals aufkommenden antisemitischer Bestrebungen forderte er als einziger Einschränkungen der vorgeschlagenen Rechtsgleichheit für Juden, da diese ein fremdes Element im deutschen Volke seien. Er beantragte leidenschaftlich, aber ohne Erfolg den Zusatz: „Die eigentümlichen Verhältnisse des israelitischen Volksstammes sind Gegenstand besonderer Gesetzgebung und können vom Reiche geordnet werden.“ Sein Antrag wurde vor allem nach der Erwiderung Gabriel Riessers energisch zurückgewiesen.
In allen nachherigen württembergischen Ständeversammlungen gehörte Mohl bis 1887 in der Zweiten Kammer der äußersten Linken an. Er war Mitglied des Zollparlaments und bis 1874 des Reichstags.
Er gehörte zu den eifrigsten Anhängern der großdeutschen Partei. Sein „Mahnruf zur Bewahrung Süddeutschlands vor den äußersten Gefahren“ (Stuttgart 1867) bekämpfte den Anschluss der süddeutschen Staaten an den Norddeutschen Bund; nach 1870 kämpfte er gegen jede Kompetenzerweiterung des Reichs.
In Wort und Schrift war er der tätigste Vorkämpfer der Schutzzollpartei, besonders durch seine Ständischen Berichte über den preußisch-französischen Handelsvertrag (Stuttgart 1863).
Aufgrund seiner teilweise sehr polarisierenden Meinungsäußerungen und einiger Charakterzüge, aber sicherlich auch wegen seines Erscheinungsbildes wurde Mohl vielfach zur Zielscheibe der zeitgenössischen Karikaturisten. Besonders aus seiner politisch aktiven Zeit sind mehrere Karikaturen von ihm erhalten. Sie kritisieren oft seine antisemitische Haltung, machen sich aber auch über andere politischen Ziele, wie sein Eintreten für die Abschaffung der Adelsprivilegien, lustig.
Mohl, der sehr sparsam war und Gerüchten zufolge niemals ein Wirtshaus betreten haben soll, war nicht verheiratet. Er starb am 18. Februar 1888 in Stuttgart.

## Werk
Mohl veröffentlichte zahlreiche Flugschriften über Tagesfragen. Er kämpfte u. a. für das Frankensystem als Grundlage des deutschen Münzwesens (Zur Münzreform, Stuttgart 1867), für Einschränkung der papiernen Umlaufsmittel (Über Bankmanöver etc., Stuttgart 1858), für ein in den Händen der Einzelstaaten zentralisiertes Eisenbahnsystem (Über den Entwurf eines Reichseisenbahngesetzes, Stuttgart 1874) und für das Tabakmonopol.